# 1241
1241 (MCCXLI) fue un año común comenzado en martes del calendario juliano.

## Acontecimientos
- 5 de abril - Batalla de Liegnitz, en Silesia, entre el ejército polaco y los ejércitos mongoles a las órdenes de Subotai, general de Batu, en la que los mongoles obtuvieron la victoria.
- Fernando III conquista el pueblo Estepa (Sevilla) y pasa a dominio cristiano
- 11 de abril - Batalla de Mohi, en la que se enfrentaron los mongoles y el Reino de Hungría durante la invasión mongola a Europa.
- 27 de abril - Batalla del Sajo, a orillas del río Sajo, entre los húngaros y los ejércitos mongoles. La batalla se saldó con una completa derrota de los húngaros.
- Celestino IV sucede a Gregorio IX como papa en el año 1241.
- Fundación de la Universidad de Valladolid.

## Fallecimientos
- 23 de septiembre - Snorri Sturluson; lagman, escritor, poeta e historiador islandés.
- Amaury VI de Montfort, condestable de Francia.
- Ugedei, segundo Khaghan del Imperio mongol.